# Segunda División 1981/1982
Segunda División 1981/1982 var den 51:a säsongen sedan Segunda Divisións start. Ligan vanns av Castellón.

## Tabell
| Nr | Lag                    | S  | V  | O  | F  | GM | IM | MS  | P  |
| -- | ---------------------- | -- | -- | -- | -- | -- | -- | --- | -- |
| 1  | Celta Vigo             | 38 | 22 | 9  | 7  | 79 | 40 | +39 | 53 |
| 2  | Salamanca              | 38 | 23 | 5  | 10 | 70 | 33 | +37 | 51 |
| 3  | Málaga                 | 38 | 20 | 10 | 8  | 70 | 35 | +35 | 50 |
| 4  | Elche                  | 38 | 19 | 12 | 7  | 55 | 31 | +24 | 50 |
| 5  | Real Murcia            | 38 | 18 | 10 | 10 | 54 | 38 | +16 | 46 |
| 6  | Mallorca               | 38 | 15 | 12 | 11 | 55 | 46 | +9  | 42 |
| 7  | Rayo Vallecano         | 38 | 16 | 9  | 13 | 45 | 44 | +1  | 41 |
| 8  | Castilla (B)           | 38 | 13 | 14 | 11 | 48 | 48 | 0   | 40 |
| 9  | Burgos                 | 38 | 15 | 10 | 13 | 46 | 41 | +5  | 40 |
| 10 | Atlético Madrileño (B) | 38 | 12 | 14 | 12 | 44 | 44 | 0   | 38 |
| 11 | Sabadell               | 38 | 14 | 10 | 14 | 59 | 63 | −4  | 38 |
| 12 | Deportivo La Coruña    | 38 | 13 | 11 | 14 | 40 | 48 | −8  | 37 |
| 13 | Córdoba                | 38 | 11 | 14 | 13 | 45 | 49 | −4  | 36 |
| 14 | Recreativo Huelva      | 38 | 12 | 11 | 15 | 39 | 40 | −1  | 35 |
| 15 | Linares                | 38 | 10 | 14 | 14 | 42 | 57 | −15 | 34 |
| 16 | Real Oviedo            | 38 | 9  | 13 | 16 | 34 | 53 | −19 | 31 |
| 17 | Deportivo Alavés       | 38 | 11 | 7  | 20 | 38 | 52 | −14 | 29 |
| 18 | Almería                | 38 | 6  | 18 | 14 | 27 | 43 | −16 | 26 |
| 19 | Levante                | 38 | 7  | 6  | 25 | 26 | 74 | −48 | 20 |
| 20 | Getafe Deportivo       | 38 | 5  | 9  | 24 | 39 | 76 | −37 | 19 |

## Anmärkningslista
1. 1 2  Burgos flyttades ner till Tercera División 1982/1983 för att man inte betalade ut löner till spelarna. Deportivo Alavés fick den vakanta platsen.
2. ↑  Almería fick fyra poängs avdrag för att ha använt obehöriga spelare i matcherna mot Deportivo La Coruña och Mallorca.
3. 1 2 3  Almería, Levante och Getafe Deportivo flyttades ner till Tercera División 1982/1983 för att inte ha betalat ut löner till spelare.